# Lijst van burgemeesters van Wijdemeren
Dit is een lijst van burgemeesters van de Nederlandse gemeente Wijdemeren in de provincie Noord-Holland sinds haar stichting op 1 januari 2002. Wijdemeren bestaat uit de voormalige gemeenten Loosdrecht, 's-Graveland en Nederhorst den Berg.
| Ambtsperiode                    | Naam burgemeester      | Partij of stroming | Bijzonderheden |
| ------------------------------- | ---------------------- | ------------------ | -------------- |
| 1 januari 2002 - 31 mei 2002    | Otto (O.) van Diepen   | VVD                | waarnemend     |
| 1 juni 2002 - 30 juni 2009      | Don (D.) Bijl          | VVD                |                |
| 1 juli 2009 - 15 maart 2010     | Karen (H.C.) Heerschop | partijloos         | waarnemend     |
| 16 maart 2010 - 18 mei 2017     | Martijn (M.E.) Smit    | PvdA               |                |
| 12 juni 2017 - 18 november 2019 | Freek (F.) Ossel       | PvdA               | waarnemend     |
| 19 november 2019 - heden        | Crys (C.R.) Larson     | VVD                |                |
| 16 oktober 2023 - 30 maart 2024 | Charlie (C.B.) Aptroot | VVD                | waarnemend     |
| 1 april 2024 - heden            | Mark (M.L.) Verheijen  | VVD                | waarnemend     |